# Équipe d'Angleterre de rugby à XV à la Coupe du monde 2015
L'équipe d'Angleterre de rugby à XV participe à la Coupe du monde de rugby à XV 2015, sa huitième participation en autant d'épreuves. La Coupe du monde se déroule sur le sol anglais, le XV de la Rose y est très attendu. Mais la poule de l'Angleterre est alors composé de l'Australie et du pays de Galles : certains la qualifient de poule de la mort. À la suite de ses deux défaites, l'Angleterre est éliminé dès le premier tour de la compétition, une première pour elle et pour un pays hôte.

## Les sélectionnés

### Liste originelle
Une première liste de 50 joueurs a été publiée par Stuart Lancaster le 20 mai 2015 pour la préparation de la Coupe du monde de rugby à XV 2015.

#### Les avants
| Nom               | Poste           | Naissance        | Sélections (points marqués) | Club               | Année 1re Sélection |
| Luke Cowan-Dickie | Talonneur       | 20 juin 1993     | -                           | Exeter Chiefs      | -                   |
| Dylan Hartley     | Talonneur       | 24 mars 1986     | 66 (5)                      | Northampton Saints | 2008                |
| Rob Webber        | Talonneur       | 1er août 1986    | 12 (5)                      | Bath               | 2012                |
| Tom Youngs        | Talonneur       | 28 janvier 1987  | 22 (0)                      | Leicester Tigers   | 2012                |
| Kieran Brookes    | Pilier          | 29 août 1990     | 10 (0)                      | Newcastle Falcons  | 2014                |
| Dan Cole          | Pilier          | 9 mai 1987       | 50 (5)                      | Leicester Tigers   | 2010                |
| Alex Corbisiero   | Pilier          | 30 août 1988     | 19 (0)                      | Northampton Saints | 2011                |
| Joe Marler        | Pilier          | 7 juillet 1990   | 31 (0)                      | Harlequins         | 2012                |
| Matt Mullan       | Pilier          | 23 février 1987  | 9 (0)                       | London Wasps       | 2010                |
| Mako Vunipola     | Pilier          | 13 janvier 1991  | 20 (0)                      | Saracens           | 2010                |
| David Wilson      | Pilier          | 9 avril 1985     | 41 (0)                      | Bath               | 2009                |
| Dave Attwood      | 2e ligne        | 5 avril 1987     | 20 (0)                      | Bath               | 2010                |
| George Kruis      | 2e ligne        | 22 février 1990  | 7 (0)                       | Saracens           | 2014                |
| Joe Launchbury    | 2e ligne        | 12 avril 1991    | 22 (10)                     | London Wasps       | 2012                |
| Courtney Lawes    | 2e ligne        | 23 février 1989  | 38 (0)                      | Northampton Saints | 2009                |
| Geoff Parling     | 2e ligne        | 28 octobre 1983  | 23 (5)                      | Exeter Chiefs      | 2012                |
| Ed Slater         | 2e ligne        | 1er août 1988    | -                           | Leicester Tigers   | -                   |
| Sam Burgess       | 3e ligne aile   | 14 décembre 1988 | -                           | Bath               | -                   |
| Calum Clark       | 3e ligne aile   | 10 juin 1989     | -                           | Northampton Saints | -                   |
| James Haskell     | 3e ligne aile   | 2 avril 1985     | 58 (20)                     | London Wasps       | 2007                |
| Maro Itoje        | 3e ligne aile   | 28 août 1994     | -                           | Saracens           | -                   |
| Matt Kvesic       | 3e ligne aile   | 14 avril 1992    | 2 (0)                       | Gloucester RFC     | 2013                |
| Chris Robshaw     | 3e ligne aile   | 4 juin 1986      | 37 (10)                     | Harlequins         | 2009                |
| Tom Wood          | 3e ligne aile   | 3 novembre 1986  | 36 (0)                      | Northampton Saints | 2011                |
| Nick Easter       | 3e ligne centre | 15 août 1978     | 51 (30)                     | Harlequins         | 2007                |
| Ben Morgan        | 3e ligne centre | 18 février 1989  | 27 (25)                     | Gloucester RFC     | 2012                |
| Billy Vunipola    | 3e ligne centre | 3 novembre 1992  | 17 (15)                     | Saracens           | 2013                |

#### Les arrières
| Nom                  | Poste            | Naissance  | Sélections (points marqués) | Club               | Année 1re Sélection |
| Danny Care           | Demi de mêlée    | 02/01/1987 | 50 (44)                     | Harlequins         | 2008                |
| Lee Dickson          | Demi de mêlée    | 29/03/1985 | 18 (0)                      | Northampton Saints | 2012                |
| Richard Wigglesworth | Demi de mêlée    | 09/06/1983 | 21 (5)                      | Saracens           | 2008                |
| Ben Youngs           | Demi de mêlée    | 05/09/1989 | 47 (45)                     | Leicester Tigers   | 2010                |
| Danny Cipriani       | Demi d'ouverture | 02/11/1987 | 12 (59)                     | Sale Sharks        | 2008                |
| Owen Farrell         | Demi d'ouverture | 24/09/1991 | 29 (290)                    | Saracens           | 2012                |
| George Ford          | Demi d'ouverture | 16/03/1993 | 11 (109)                    | Bath               | 2014                |
| Stephen Myler        | Demi d'ouverture | 21/07/1984 | 1 (0)                       | Northampton Saints | 2013                |
| Henry Slade          | Demi d'ouverture | 19/03/1993 | -                           | Exeter Chiefs      | -                   |
| Brad Barritt         | 3/4 centre       | 07/08/1986 | 22 (10)                     | Saracens           | 2012                |
| Luther Burrell       | 3/4 centre       | 06/12/1987 | 12 (15)                     | Northampton Saints | 2014                |
| Elliot Daly          | 3/4 centre       | 08/10/1992 | -                           | London Wasps       | -                   |
| Kyle Eastmond        | 3/4 centre       | 17/07/1989 | 6 (0)                       | Bath               | 2013                |
| Jonathan Joseph      | 3/4 centre       | 21/05/1991 | 11 (20)                     | Bath               | 2012                |
| Billy Twelvetrees    | 3/4 centre       | 15/11/1988 | 14 (15)                     | Gloucester RFC     | 2013                |
| Chris Ashton         | 3/4 aile         | 17/07/1989 | 39 (95)                     | Saracens           | 2010                |
| Jonny May            | 3/4 aile         | 01/04/1990 | 13 (15)                     | Gloucester RFC     | 2013                |
| Jack Nowell          | 3/4 aile         | 11/04/1993 | 8 (20)                      | Exeter Chiefs      | 2014                |
| David Strettle       | 3/4 aile         | 23/06/193  | 14 (10)                     | Saracens           | 2007                |
| Anthony Watson       | 3/4 aile         | 26/2/1994  | 9 (10)                      | Bath               | 2014                |
| Marland Yarde        | 3/4 aile         | 20/04/1992 | 7 (20)                      | Harlequins         | 2013                |
| Mike Brown           | Arrière          | 04/09/1985 | 37 (30)                     | Harlequins         | 2007                |
| Alex Goode           | Arrière          | 07/05/1988 | 17 (3)                      | Saracens           | 2012                |

#### Mouvements
Le 29 mai 2015, Dylan Hartley est banni de l'équipe et remplacé par Jamie George, après avoir donné un coup de tête sur… Jamie George lors de la demi-finale de championnat.
Le 22 juin 2015, David Strettle, 32 ans et champion d'Angleterre 2015 avec les Saracens, annonce son retrait de l'équipe pour privilégier le club qui vient de le recruter pour la saison 2015-2016, l'ASM Clermont ; il est remplacé par Semesa Rokoduguni.
Le 10 juillet 2015, Elliot Daly, Maro Itoje, Stephen Myler et Ed Slater sont écartés du reste de la sélection qui part en stage, pour être placés sur une liste de réservistes, ils sont à la disposition de leurs clubs. Nick Easter reste en Angleterre pour se soigner, il est conservé dans le groupe.

### Liste définitive des 31
Le sélectionneur Stuart Lancaster annonce le 28 août 2015 une liste de 31 joueurs : Luther Burrell, titulaire lors du dernier Tournoi et Danny Cipriani, qui manque sa 3e compétition mondiale, ont été écartés du groupe formé pour disputer la Coupe du monde.
| Entraîneur | Entraîneur             | Stuart Lancaster                                                  |
| Avants     | Pilier                 | Joe Marler, Mako Vunipola, David Wilson, Kieran Brookes, Dan Cole |
| Avants     | Talonneur              | Tom Youngs, Jamie George, Rob Webber                              |
| Avants     | Deuxième ligne         | Geoff Parling, Joe Launchbury, Courtney Lawes, George Kruis       |
| Avants     | Troisième ligne aile   | Chris Robshaw , James Haskell, Nick Easter, Tom Wood              |
| Avants     | Troisième ligne centre | Billy Vunipola , Ben Morgan                                       |
| Arrières   | Demi de mêlée          | Ben Youngs, Richard Wigglesworth, Danny Care                      |
| Arrières   | Demi d'ouverture       | George Ford, Owen Farrell, Henry Slade                            |
| Arrières   | Centre                 | Jonathan Joseph, Brad Barritt , Sam Burgess                       |
| Arrières   | Ailier                 | Jonny May, Jack Nowell, Anthony Watson                            |
| Arrières   | Arrière                | Alex Goode, Mike Brown                                            |

## Stage de préparation
La préparation se déroule en plusieurs temps et sur plusieurs sites. La première partie des stages de la préparation se déroule avec un groupe complet au Pennyhill Park dans le Surrey à partir du 22 juin 2015 pour une période de deux semaines. La partie suivante a lieu en altitude aux États-Unis d'Amérique à Denver avec une préparation physique de deux semaines début juillet 2015. Du 15 août 2015 au 5 septembre 2015, la dernière phase inclut des matchs amicaux. La liste définitive des sélectionnés doit être établie et publiée le 31 août 2015 après le deuxième match amical.
| 15 août 2015 21h00 CET | Angleterre | 19 - 14 (12 - 9) | France                                                        | Stade de Twickenham, Grand Londres Arbitre : John Lacey |
| 15 août 2015 21h00 CET | Essai(s) : Watson (11e, 18e), May (46e) Transformation(s) : Farrell (13e, 47e) Carton(s) jaune(s) : Burgess (36e), Clark (54e) |                  | Essai(s) : Ouedraogo (61e) Pénalité(s) : Parra (7e, 26e, 33e) | Stade de Twickenham, Grand Londres Arbitre : John Lacey |
| 15 août 2015 21h00 CET | |                  |                                                               | Stade de Twickenham, Grand Londres Arbitre : John Lacey |

| 22 août 2015 21h00 CET | France | 25 - 20 (15 - 6) | Angleterre                                                                                                | Stade de France, Saint-Denis 65 000 spectateurs Arbitre : Jaco Peyper |
| 22 août 2015 21h00 CET | Essai(s) : Huget (46e) Transformation(s) : Michalak (48e) Pénalité(s) : Spedding (3e), Michalak (11e, 17e, 26e, 34e, 67e) |                  | Essai(s) : Cipriani (72e), Joseph (78e) Transformation(s) : Ford (73e, 79e) Pénalité(s) : Ford (28e, 39e) | Stade de France, Saint-Denis 65 000 spectateurs Arbitre : Jaco Peyper |
| 22 août 2015 21h00 CET | |                  | | Stade de France, Saint-Denis 65 000 spectateurs Arbitre : Jaco Peyper |

| 5 septembre 2015 15h30 CET | Angleterre                                                                                                  | 21 - 13 (17 - 3) | Irlande                                                                                    | Stade de Twickenham, Grand Londres 80 138 spectateurs |
| 5 septembre 2015 15h30 CET | Essai(s) : May (2e, Watson (13e) Transformation(s) : Ford (4e) Pénalité(s) : Ford (46e), Farrell (72e, 77e) |                  | Essai(s) : O'Connell (52e) Transformation(s) : Sexton (53e) Pénalité(s) : Sexton (7e, 49e) | Stade de Twickenham, Grand Londres 80 138 spectateurs |
| 5 septembre 2015 15h30 CET | |                  |                                                                                            | Stade de Twickenham, Grand Londres 80 138 spectateurs |

## Parcours en coupe du monde
La poule A de la Coupe du monde de rugby à XV 2015 comprend cinq équipes dont les deux premières se qualifient pour les quarts de finale de la compétition. Conformément au tirage au sort effectué le 3 décembre 2012 à Londres, les équipes d'Australie (Chapeau 1), d'Angleterre (Chapeau 2), du pays de Galles (Chapeau 3), des Fidji (Chapeau 4) et de l'Uruguay (Chapeau 5) composent ce groupe A.

### Poule A
| Rang | Pays           | J | V | N | D | Bo | Bd | Pm  | Pe  | Diff | Pts |
| ---- | -------------- | - | - | - | - | -- | -- | --- | --- | ---- | --- |
| 1    | Australie      | 4 | 4 | 0 | 0 | 1  | 0  | 141 | 35  | +106 | 17  |
| 2    | Pays de Galles | 4 | 3 | 0 | 1 | 1  | 0  | 111 | 62  | +49  | 13  |
| 3    | Angleterre     | 4 | 2 | 0 | 2 | 2  | 1  | 133 | 75  | +58  | 11  |
| 4    | Fidji          | 4 | 1 | 0 | 3 | 1  | 0  | 84  | 101 | -17  | 5   |
| 5    | Uruguay        | 4 | 0 | 0 | 4 | 0  | 0  | 30  | 226 | -196 | 0   |

#### Angleterre - Fidji
(mt :  18 - 8)
Homme du match :  Mike Brown
Points marqués :
- Angleterre : 4 essais de pénalité (12e), Brown (21e, 71e) et Billy Vunipola (80e) ; 3 transformations de Ford (12e) et de Farrell (73e, 80e) ; 3 pénalités de Ford (2e, 33e) et de Farrell (67e)
- Fidji : 1 essai de Nadolo (29e) ; 2 pénalités de Nadolo (36e) et de Volavola (63e)

Évolution du score : 3-0, 10-0, 15-0, 15-3, 18-3, 18-8, 18-11, 21-11, 28-11, 35-11
Arbitre :  Jaco Peyper
Touche :  John Lacey et  Stuart Berry

Vidéo :  Shaun Veldsman
Résumé : le début de rencontre de l'Angleterre est réussi avec deux essais, l'un de pénalité à la suite d'une progression des avants, l'autre conclu par Mike Brown. Pourtant les Fidji jouent bien, avec une mêlée qui met en difficulté parfois son vis-à-vis et le score à la pause est de 18 à 8,. Alors que les Fidji résistent bien en début de deuxième période et manquent des tirs au but, c'est l'Angleterre qui inscrit deux essais en fin de rencontre pour gagner 35 à 11 avec le bonus offensif,.
| Angleterre · Titulaires · 15 Mike Brown · 14 Anthony Watson · 13 Jonathan Joseph · 12 Brad Barritt 62e · 11 Jonny May · 10 George Ford 62e · 9 Ben Youngs 52e · 8 Ben Morgan 52e · 7 Chris Robshaw (cap.) · 6 Tom Wood · 5 Courtney Lawes · 4 Geoff Parling 52e · 3 Dan Cole 68e · 2 Tom Youngs 73e · 1 Joe Marler 52e · Remplaçants · 16 Rob Webber 73e · 17 Mako Vunipola 52e · 18 Kieran Brookes 68e · 19 Joe Launchbury 52e · 20 Billy Vunipola 52e · 21 Richard Wigglesworth 52e · 22 Owen Farrell 62e · 23 Sam Burgess 62e · Entraîneur · Stuart Lancaster |  | Fidji · Titulaires · Metuisela Talebula 15 · Waisea Nayacalevu 14 · Vereniki Goneva 13 · Gabiriele Lovobalavu 12 · Nemani Nadolo 11 · Ben Volavola 10 · 13e à 23e Nikola Matawalu 9 · Sakiusa Matadigo 8 · (cap.) Akapusi Qera 7 · 60e Dominiko Waqaniburotu 6 · Leone Nakarawa 5 · 41e Api Ratuniyarawa 4 · 76e Manasa Saulo 3 · 74e Sunia Koto 2 · 74e Campese Ma'afu 1 · Remplaçants · 74e Tuapati Talemaitoga 16 · 74e Peni Ravai 17 · 76e Isei Colati 18 · 41e Tevita Cavubati 19 · 60e Peceli Yato 20 · Nemia Kenatale 21 · Josh Matavesi 22 · Asaeli Tikoirotuma 23 · Entraîneur · John McKee |

#### Angleterre - Galles
(mt : 16 - 9)
Homme du match :  Dan Biggar
Points marqués :
- Angleterre : 1 essai de May (27e) ; 1 transformation de Farrell (29e) ; 5 pénalités de Farrell (12e, 24e, 44e, 52e, 69e) ; 1 drop de Farrell (18e)
- Galles : 1 essai de Gareth Davies (71e) ; 1 transformation de Biggar (72e) ; 7 pénalités de Biggar (3e, 16e, 40e, 48e, 54e, 59e, 75e)

Évolution du score : 0-3, 3-3, 3-6, 6-6, 9-6, 16-6, 16-9, 19-9, 19-12, 22-12, 22-15, 22-18, 25-18, 25-25, 25-28
Arbitre :  Jérôme Garcès
Touche :  Romain Poite et  Mathieu Raynal

Vidéo :  Shaun Veldsman
Résumé
Après une bonne entame de  match pour les deux équipes, un essai de May permet à l’Angleterre de se détacher au score avant la mi-temps. Le score continue à évoluer au pied pendant 30 minutes mais la différence de points reste constante (entre 5 et 9 points). A 10 minutes de la fin, un essai (Gareth Davies) transformé (Biggar) et une pénalité (Biggar) permettent au Pays de Galles de prendre 10 points en 4 minutes et de passer devant l’Angleterre (25-28). A 3 minutes de la fin du match se passe un des événements les plus marquants du match (et de la poule), l’Angleterre obtient une pénalité sur la ligne des 22 près de la touche. Au lieu de la tenter (un tir relativement facile) pour obtenir l’égalité, l'Angleterre préfère jouer la touche pour tenter l'essai (et la victoire), mais n'y parvient pas et perd le match ce qui va conduire à son élimination contre l’Australie.
| Angleterre · Titulaires · 15 Mike Brown · 14 Anthony Watson · 13 Brad Barritt · 12 Sam Burgess 70e · 11 Jonny May · 10 Owen Farrell · 9 Ben Youngs 49e · 8 Billy Vunipola 63e · 7 Chris Robshaw (cap.) · 6 Tom Wood · 5 Courtney Lawes 40e · 4 Geoff Parling · 3 Dan Cole 72e · 2 Tom Youngs 67e · 1 Joe Marler 61e · Remplaçants · 16 Rob Webber 67e · 17 Mako Vunipola 63e · 18 Kieran Brookes 72e · 19 Joe Launchbury 40e · 20 James Haskell 63e · 21 Richard Wigglesworth 49e · 22 George Ford 70e · 23 Alex Goode · Entraîneur · Stuart Lancaster |  | Pays de Galles · Titulaires · 67e Liam Williams 15 · George North 14 · 63e Scott Williams 13 · Jamie Roberts 12 · 67e Hallam Amos 11 · Dan Biggar 10 · Gareth Davies 9 · Toby Faletau 8 · (cap.) Sam Warburton 7 · 70e Dan Lydiate 6 · Alun Wyn Jones 5 · 70e Bradley Davies 4 · 49e Tomas Francis 3 · 49e Scott Baldwin 2 · Gethin Jenkins 1 · Remplaçants · 49e Ken Owens 16 · Aaron Jarvis 17 · 49e Samson Lee 18 · 70e Luke Charteris 19 · 70e Justin Tipuric 20 · 67e Lloyd Williams 21 · 67e Rhys Priestland 22 · 63e Alex Cuthbert 23 · Entraîneur · Warren Gatland |

#### Angleterre - Australie
(mt : 3 - 17)
Homme du match :  Joe Launchbury
Points marqués :
- Angleterre : 1 essai de Watson (56e) ; 1 transformation de Farrell (57e) ; 2 pénalités de Farrell (13e, 65e)
- Australie : 3 essais de Foley (20e, 35e) et Giteau (80e) ; 3 transformations de Foley (22e, 36e, 80e) ; 4 pénalités de Foley (8e, 50e, 72e, 76e)

Évolution du score : 0-3, 3-3, 3-10, 3-17, 3-20, 10-20, 13-20, 13-23, 13-26, 13-33
Arbitre :  Romain Poite
Touche :  George Ayoub et  Marius Mitrea

Vidéo :  Shaun Veldsman
Résumé
Les victoires du Pays de Galles contre l’Angleterre et les Fidji ont une conséquence directe, si l’Angleterre perd contre l’Australie, elle est éliminée de sa propre Coupe du monde et devant le public de Twickenham ("La Mecque du Rugby") , la pression est donc énorme avant même le début du match. Au cours de la première mi-temps un scenario macabre pour l’Angleterre se dessine, les attaques anglaises buttent sur une défense impénétrable, même la mêlée australienne (point faible historique de  cette équipe) met en difficulté son homologue anglaise. Foley marque deux essais (qu'il transforme lui-même), le premier à la 20e minute sur un chef-d’œuvre personnel, en se faufilant parmi les avants anglais, le second a la 35e sur une combinaison d’équipe parfaitement exécutée. À la 57e Watson trouve enfin le chemin de l’en-but, de plus une pénalité de Farrell à la 65e permet à l’Angleterre de se retrouver à un essai transformé de l’Australie. Les 10 dernières minutes sont un chemin de croix pour le XV de la Rose. À la 71e Farrell, le meneur de jeu anglais, écope d'un carton jaune pour un plaquage sans ballon et Burgess passe près de la même sanction sur la même action pour un plaquage haut. Deux transformations de Foley à la 72e et la 76e place l'Australie a plus de 13 points réduisant encore les faibles espoirs anglais. Pour finir, alors que tout le monde attendait la fin du calvaire anglais, Giteau parvient à longer la ligne de touche et marque un essai (transformé par Foley) à la 80e. 
| Angleterre · Titulaires · 15 Mike Brown · 14 Anthony Watson · 13 Jonathan Joseph · 12 Brad Barritt 65e · 11 Jonny May 40e · 10 Owen Farrell 71e à 80e · 9 Ben Youngs 49e · 8 Ben Morgan 58e · 7 Chris Robshaw (cap.) · 6 Tom Wood · 5 Geoff Parling · 4 Joe Launchbury 68e · 3 Dan Cole 54e · 2 Tom Youngs 60e · 1 Joe Marler 49e · Remplaçants · 16 Rob Webber 60e · 17 Mako Vunipola 49e · 18 Kieran Brookes 54e · 19 George Kruis 68e · 20 Nick Easter 58e · 21 Richard Wigglesworth 49e · 22 George Ford 40e · 23 Sam Burgess 65e · Entraîneur · Stuart Lancaster |  | Australie · Titulaires · 65e Israel Folau 15 · Adam Ashley-Cooper 14 · Tevita Kuridrani 13 · Matt Giteau 12 · 10e Rob Horne 11 · Bernard Foley 10 · 61e Will Genia 9 · David Pocock 8 · Michael Hooper 7 · 76e Scott Fardy 6 · 65e Rob Simmons 5 · Kane Douglas 4 · 57e Sekope Kepu 3 · 65e (cap.) Stephen Moore 2 · 57e Scott Sio 1 · Remplaçants · 65e Tatafu Polota-Nau 16 · 57e James Slipper 17 · 57e Greg Holmes 18 · 65e Dean Mumm 19 · 76e Ben McCalman 20 · 61e Nick Phipps 21 · 65e Matt Toomua 22 · 10e Kurtley Beale 23 · Entraîneur · Michael Cheika |

#### Angleterre - Uruguay
(mt : 21 - 3)
Homme du match :  Nick Easter
Points marqués :
- Angleterre : 10 essais de Watson (7e, 42e) ; Easter (18e, 23e, 60e), Slade (54e), Nowell (57e, 70e, 74e) et pénalité (80e) ; 5 transformations de Farrell (8e, 19e, 25e, 58e) et Ford (80e)
- Uruguay : Berchesi (2e)

Évolution du score : 0-3, 7-3, 14-3, 21-3, 26-3, 31-3, 38-3, 43-3, 48-3, 53-3, 60-3
Arbitre :  Chris Pollock
Touche :  Angus Gardner et  Federico Anselmi

Vidéo :  George Ayoub
Résumé
| Angleterre · Titulaires · 15 Alex Goode · 14 Anthony Watson 67e · 13 Henry Slade · 12 Owen Farrell 59e · 11 Jack Nowell · 10 George Ford · 9 Danny Care 71e · 8 Nick Easter · 7 Chris Robshaw (cap.) · 6 James Haskell 61e · 5 Geoff Parling 56e · 4 Joe Launchbury · 3 Dan Cole 43e · 2 Tom Youngs 30e · 1 Mako Vunipola 71e · Remplaçants · 16 Jamie George 30e · 17 Joe Marler 71e · 18 David Wilson 43e · 19 George Kruis 56e · 20 Tom Wood 61e · 21 Richard Wigglesworth 71e · 22 Jonathan Joseph 59e · 23 Mike Brown 67e · Entraîneur · |  | Uruguay · Titulaires · Gastón Mieres 15 · Santiago Gibernau 14 · Joaquín Prada 13 · Andrés Vilaseca 12 · Rodrigo Silva 11 · 74e Felipe Berchesi 10 · 74e Agustín Ormaechea 9 · 69e Alejandro Nieto 8 · 69e Matías Beer 7 · Juan Manuel Gaminara 6 · 63e Jorge Zerbino 5 · Modèle:Sinbin (cap.) Santiago Vilaseca 4 · 63e Mario Sagario 3 · 71e Carlos Arboleya 2 · 63e Mateo Sanguinetti 1 · Remplaçants · 63e Nicolás Klappenbach 16 · 71e Oscar Durán 17 · 63e Alejo Corral 18 · 63e Mathias Palomeque 19 · 69e Diego Magno 20 · 69e Agustín Alonso 21 · 74e Alejo Durán 22 · 74e Manuel Blengio 23 · Entraîneur · Pablo Lemoine |

### Meilleurs marqueurs d'essais anglais
1. Nick Easter, Jack Nowell, Anthony Watson avec 3 essais.
2. Mike Brown avec 2 essais.
3. Jonny May, Henry Slade, Billy Vunipola avec 1 essai.

### Meilleur réalisateur anglais
1. Owen Farrell, 43 points (8 transformations, 8 pénalités, 1 drop)